# Too Tough to Die: a Tribute to Johnny Ramone
Too Tough to Die: a Tribute to Johnny Ramone è un film-documentario del 2006 sulla band punk Ramones, composto da una registrazione del 12 settembre 2004 effettuata all'Avalon di Los Angeles, in occasione del concerto tributo alla band tenutosi per il trentesimo anniversario della fondazione della stessa ed ospitato da Rob Zombie, da un'intervista al chitarrista Johnny Ramone e da un'altra registrazione fatta durante la cerimonia in cui è stato mostrato al pubblico il cenotafio a lui dedicato all'Hollywood Forever Cemetery.
È stato pubblicato su DVD a partire dal 4 novembre 2008, il quale presenta anche un commento al concerto da parte di Linda Ramone, moglie di Johnny Ramone, e altri.

## Titolo
In origine era stato progettato un altro titolo ma si è deciso per questo (che deriva dall'ottavo album dei Ramones, Too Tough to Die) a causa del fatto che pochi giorni dopo Johnny Ramone è morto, sconfitto da un cancro alla prostata nella sua casa a Los Angeles ed il concerto gli è stato dedicato.

## Concerto
Si è tenuto sia come forma di tributo ai Ramones per il trentesimo anniversario dalla data della loro fondazione sia per ottenere fondi per la ricerca sul cancro ed è stato dedicato a Johnny Ramone, ormai sul punto di morte.
Nonostante questo, ha voluto ugualmente organizzare quasi totalmente ogni aspetto del concerto e farsi sentire dai fans attraverso una lettera.
Sul palco si sono succeduti molti nomi importanti del punk come Steve Jones dei Sex Pistols, Henry Rollins dei Black Flag, Tim Armstrong dei Rancid, i Dickies ed altri ancora.
Sono saliti sul palco anche altri gruppi e musicisti amici di Johnny Ramone, come Eddie Vedder, gli X, i Red Hot Chili Peppers, Brett Gurewitz, Pete Yorn, Robert Carmine dei Rooney, Dicky Barrett dei Mighty Mighty Bosstones e Joan Jett, insieme anche a C.J. Ramone, Marky Ramone e Daniel Rey.
Hanno suonato, scambiandosi di volta in volta i chitarristi, varie canzoni dei Ramones, tra cui Blitzkrieg Bop (cantata da Henry Rollins), Sheena Is a Punk Rocker (cantata da Eddie Vedder) ed I Wanna Be Your Boyfriend (cantata da Pete Yorn).

## Conclusione
Il film-documentario si conclude prima con un'intervista a Johnny poi con la cerimonia in cui è stato mostrato al pubblico il cenotafio a lui dedicato. Si è svolta all'Hollywood Forever Cemetery (con la presenza di personaggi del calibro di Nicolas Cage, Tommy e C.J. Ramone, Rob Zombie, Eddie Vedder, John Frusciante e di Seymour Stein) ed il cenotafio è stato eretto vicino alla tomba di Dee Dee.
Nicolas Cage a proposito del cenotafio, durante la cerimonia disse:
(Nicolas Cage)